# Batoning

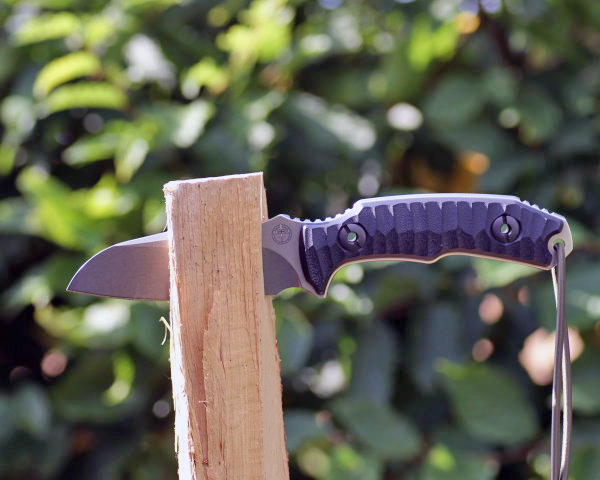
Batoning su un tronco

Il Batoning (dall'inglese baton: bastone) è una tecnica per tagliare o separare legna utilizzando un bastone o un martello per colpire il retro della lama di un coltello, scalpello o una qualsiasi altra lama per farla penetrare all'interno del legno spaccandolo.. La tecnica del batoning può essere usata per realizzare ramoscelli di legno o varie forme desiderate come tavoli, listelli o tacche.
Questa pratica è molto utile per ottenere legna asciutta dall'interno dei tronchi, al fine di accendere il fuoco.

## Strumenti
Gli strumenti per il batoning sono: preferibilmente un coltello a lama fissa (come potrebbe essere un coltello da combattimento, un coltello da caccia o un coltello da sopravvivenza) o un macete con retro spesso e un bastone di legno con cui colpire il retro della lama.

## Tecnica
Il metodo di base consiste nel colpire ripetutamente il dorso del coltello per forzare nel legno il centro della lama finché non si ottiene una spaccatura.
Alcune tecniche particolari prevedono di colpire in modo alternato il dorso della punta e il dorso della base della lama, evitando di colpire direttamente o esclusivamente il dorso della lama a metà altezza.

## Utilizzi e vantaggi
Questa tecnica è utile per il semplice frazionamento della legna da ardere, per accedere al legno asciutto all'interno di un ceppo e per ottenere diverse forme.
La tecnica risulta particolarmente utile quando non si ha a disposizione un attrezzo adatto a spaccare la legna.

## Rischi
Si deve prestare attenzione per evitare di danneggiare il coltello. La rottura della lama non è infrequente quando si colpisce il coltello con un angolo errato. La lama spezzata può diventare irrimediabilmente incorporata all'interno della scissione. In una situazione di sopravvivenza, questo può essere catastrofico.